# Jocurile Olimpice de vară din 2012
A XXX-a ediție a Jocurilor Olimpice s-a desfășurat la Londra, Marea Britanie, în perioada 27 iulie - 12 august 2012. Londra a devenit astfel primul oraș din istoria modernă care a organizat Jocurile Olimpice de vară pentru a treia oară, după cele din 1908 și 1948.
La 6 iulie 2005 orașul a fost ales drept gazdă a Jocurilor Olimpice din 2012 de către membri Comitetului Internațional Olimpic, la cea de-a 117-a sesiune de la Singapore, învingând Moscova, New York-ul, Madridul și Parisul, după patru sesiuni de votare. Delegația londoneză a fost condusă de Sebastian Coe.
Pentru Jocurile Olimpice s-a solicitat reamenajarea mai multor locuri din Londra în care să se țină jocurile, în scopul durabilității crescute. Deși părerile bugetarilor au fost negative, pentru Jocurile Olimpice se folosesc locuri precum stadionul Wembley, arena O2 și arena Wembley.
La a XXX-a ediție a Jocurilor Olimpice au participat 10.820 de sportivi, veniți din 204 țări. Au fost în total 302 probe sportive în cadrul a 26 de sporturi. Ceremonia de deschidere a avut loc pe data de 27 iulie 2012, iar ceremonia de închidere pe 12 august 2012. Centrul probelor sportive a fost la Stadionul Olimpic, capacitatea acestuia fiind de 80.000 de locuri. Costurile construirii stadionului s-au ridicat la 486 milioane de lire sterline.

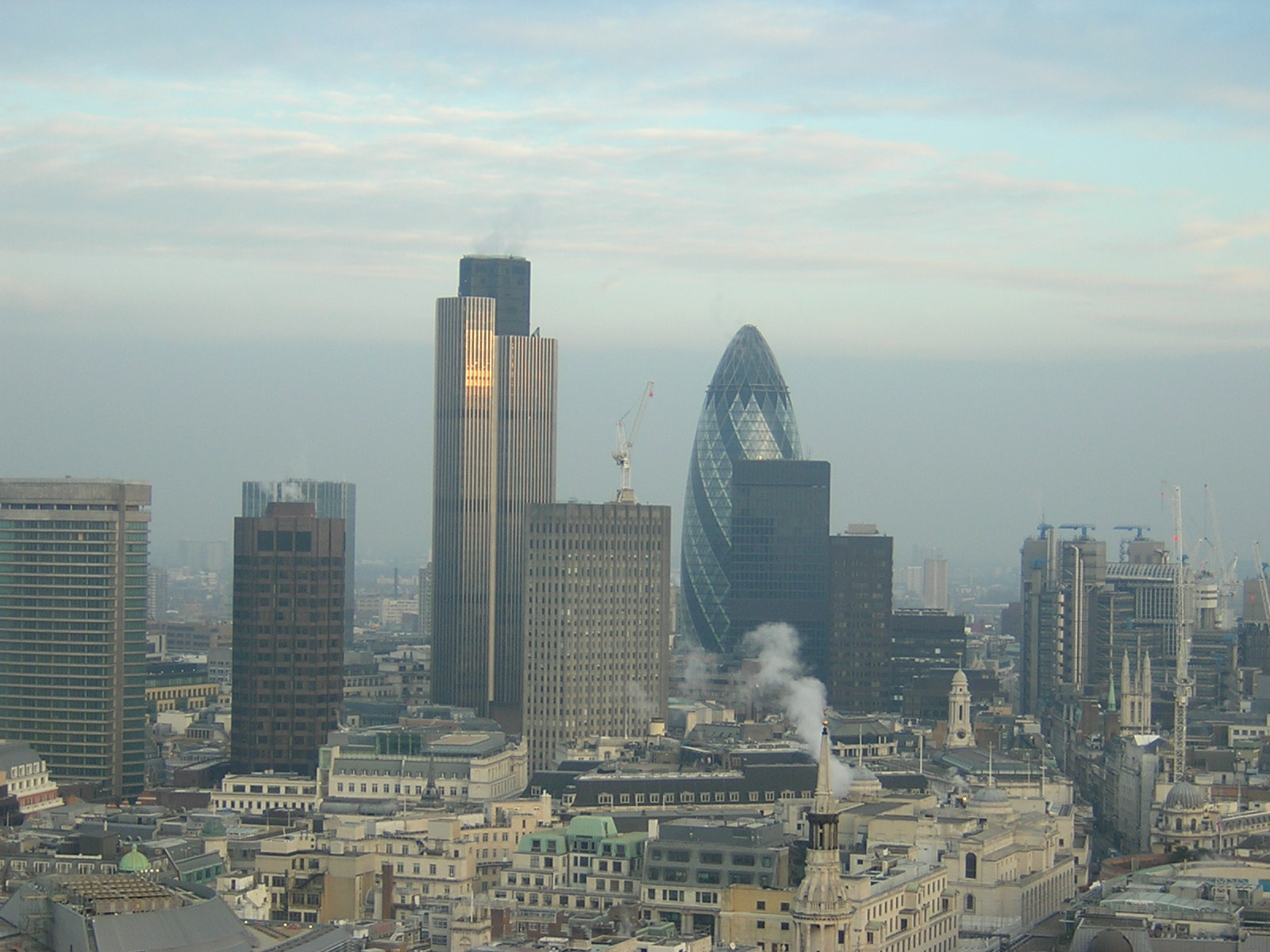
Orașul Londra văzut de pe domul Catedralei Sf. Paul

## Selectarea orașului-gazdă
Londra a fost aleasă pe data de 6 iulie 2005, drept orașul-gazdă a celei de-a XXX-a ediții a Jocurilor Olimpice de către membri Comitetului Internațional Olimpic la cea de-a 117-a sesiune de la Singapore. Ceilalți candidați au fost Moscova, New York-ul, Madridul și Parisul. În prima rundă, a fost eliminată Moscova, în a doua rundă, New York-ul, în a treia rundă Madridul, și în final, Parisul.
| Selectarea orașului gazdă la JO de vară 2012 |         |         |         |         |
| Oraș                                         | Runda 1 | Runda 2 | Runda 3 | Runda 4 |
| Londra                                       | 22      | 27      | 39      | 54      |
| Paris                                        | 21      | 25      | 33      | 50      |
| Madrid                                       | 20      | 32      | 31      | —       |
| New York                                     | 19      | 16      | —       | —       |
| Moscova                                      | 15      | —       | —       | —       |

## Pregătiri

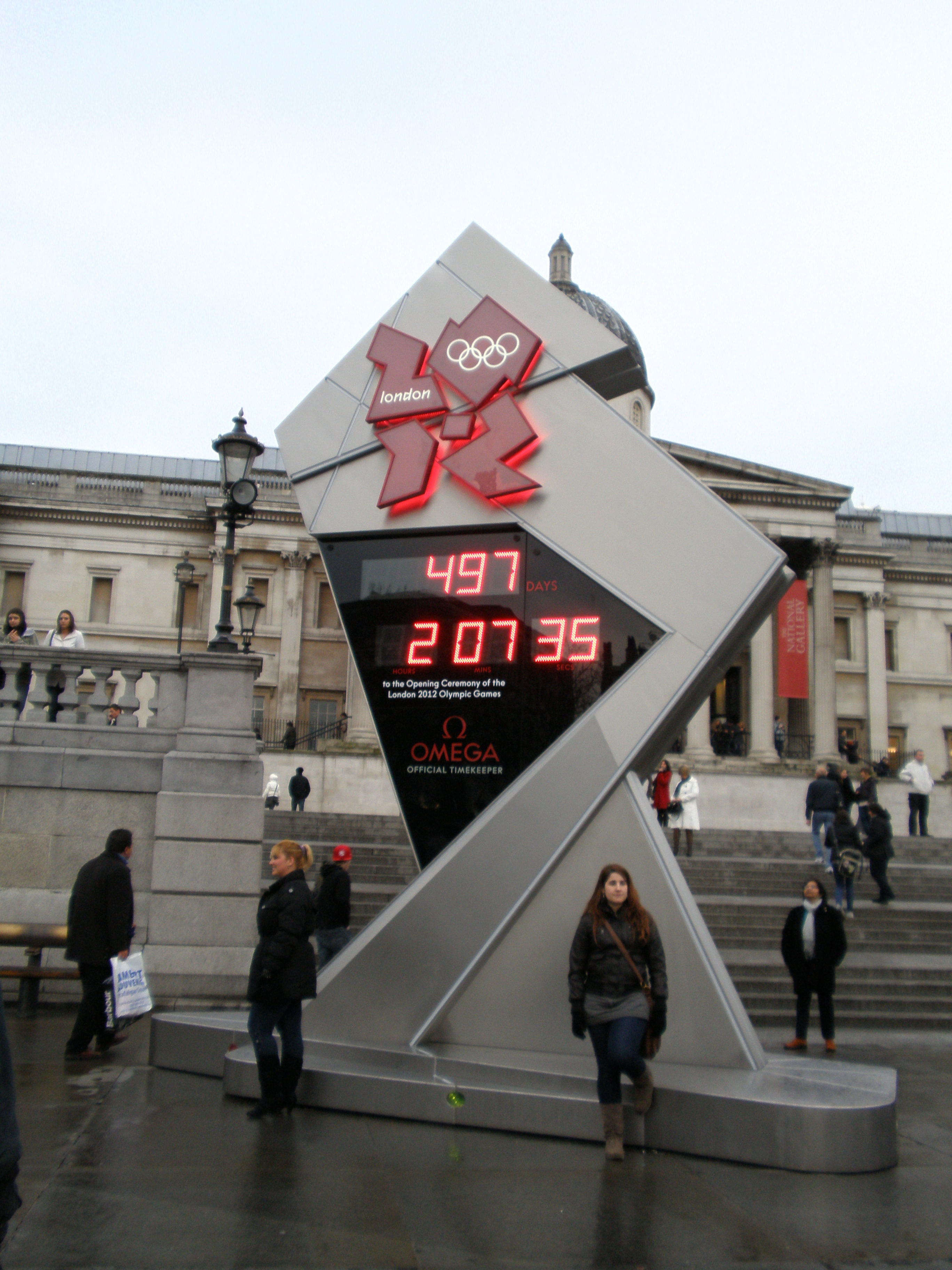
Numărătoarea inversă de la Piața Trafalgar

### Sigla
A XXX-a ediție a Jocurilor Olimpice a avut inițial două sigle. Prima siglă a fost concepută pentru procesul de alegere a orașului-gazdă, iar a doua siglă a fost concepută special pentru jocuri. Aceasta a fost creată de designer-ul Wolff Olins și a costat peste 400.000 de lire sterline (aproximativ 590.000 de euro). Logo-ul este reprezentarea artistică a numărului 2012 și are incluse cercurile olimpice în cifra „zero”. Este disponibil în patru culori diferite, iar pentru prima dată, sigla va fi folosită și în cazul jocurilor paralimpice, doar cu culorile diferite.
Primele reacții ale publicului au fost extrem de negative: peste 83 % din 16.000 de voturi la un sondaj organizat pe situl BBC au fost cu cea mai mică notă. Comitetul Olimpic a anunțat atunci (în 2007) că în următorii 5 ani, sigla va fi modificată, lucru care nu s-a întâmplat. Mai multe ziare au avut propria lor competiție pentru logo, afișând observații alternative de la cititorii lor. Ziarul The Sun a afișat un desen de o maimuță macac. S-a sugerat că logo semăna cu personajul de desene animate Lisa Simpson făcând felație. iar alții s-au plâns că seamnă cu o zvastică distorsionată. În februarie 2011, Iranul a amenințat cu boicotarea Jocurilor Olimpice de vară din 2012 din cauza logo-ul oficial al competiției; potrivit guvernului de la Teheran, simbolurile din logo pot fi rearanjate formând cuvântul "Zion", termen biblic ce se referă la Ierusalim.
Despre un filmuleț din imagini animate care s-a lansat în același timp cu logo-ul s-a spus că a declanșat crize într-un număr mic de persoane cu epilepsie fotosensibilă. S-au primit apeluri telefonice de la persoane care au avut convulsii, după vizionarea secvenței de la televizor. Ca urmare, un segment scurt a fost eliminat de pe website-ul London 2012. Ken Livingstone, primarul de atunci al Londrei, a spus că firma care a proiectat filmul nu ar trebui să fie plătită pentru ceea ce el a numit "o greșeală catastrofală".

### După alegerea din anul 2005
Comitetul de Organizare a JO de la Londra (LOCOG) a fost creat pentru a supraveghea și a organiza Jocurile Olimpice, după succesul alegerilor pentru orașul-gazdă, și a făcut prima conferință pe data de 7 octombrie 2005. Comitetul, condus de către Sebastian Coe a avut rolul de a implementa și de a asigura jocurile, în timp ce Autoritatea de Dezvoltare Olimpică (ODA) a avut rol în asigurarea construirii locurilor de desfășurare, și infrastructurii. Aceasta a fost creată în aprilie 2004.
Executivul Guvernamental Olimpic (GOE), o secție din cadrul Departamentului pentru Cultură, Media și Sport (DCMS), a fost principalul corp care coordonează JO de la Londra. GOE a trimis raporturile către secretarul permanent al DCMS pentru Ministerul Sporturilor și a Olimpiadelor.
În august 2011, au apărut câteva nedumeriri legate de securitatea în preajma Jocurilor Olimpice, după violențele din 2011 din Marea Britanie, unele țări exprimându-și frica în legătură cu securitatea Jocurilor, în ciuda asigurării Comitetului Olimpic Internațional că violențele nu vor afecta Jocurile.
Comisia de coordonare a Comitetului Olimpic Internațional pentru JO din 2012 și-a terminat cea de-a noua vizită la Londra în octombrie 2011 și a concluzionat că Londra a făcut mari progrese și că JO din 2012 "nu vor fi uitate ușor". Mai târziu, în noiembrie 2011, s-a stabilit că campionatul mondial de atletism din 2017 va avea loc la Londra. Comisia a făcut ultima vizită în martie 2012.

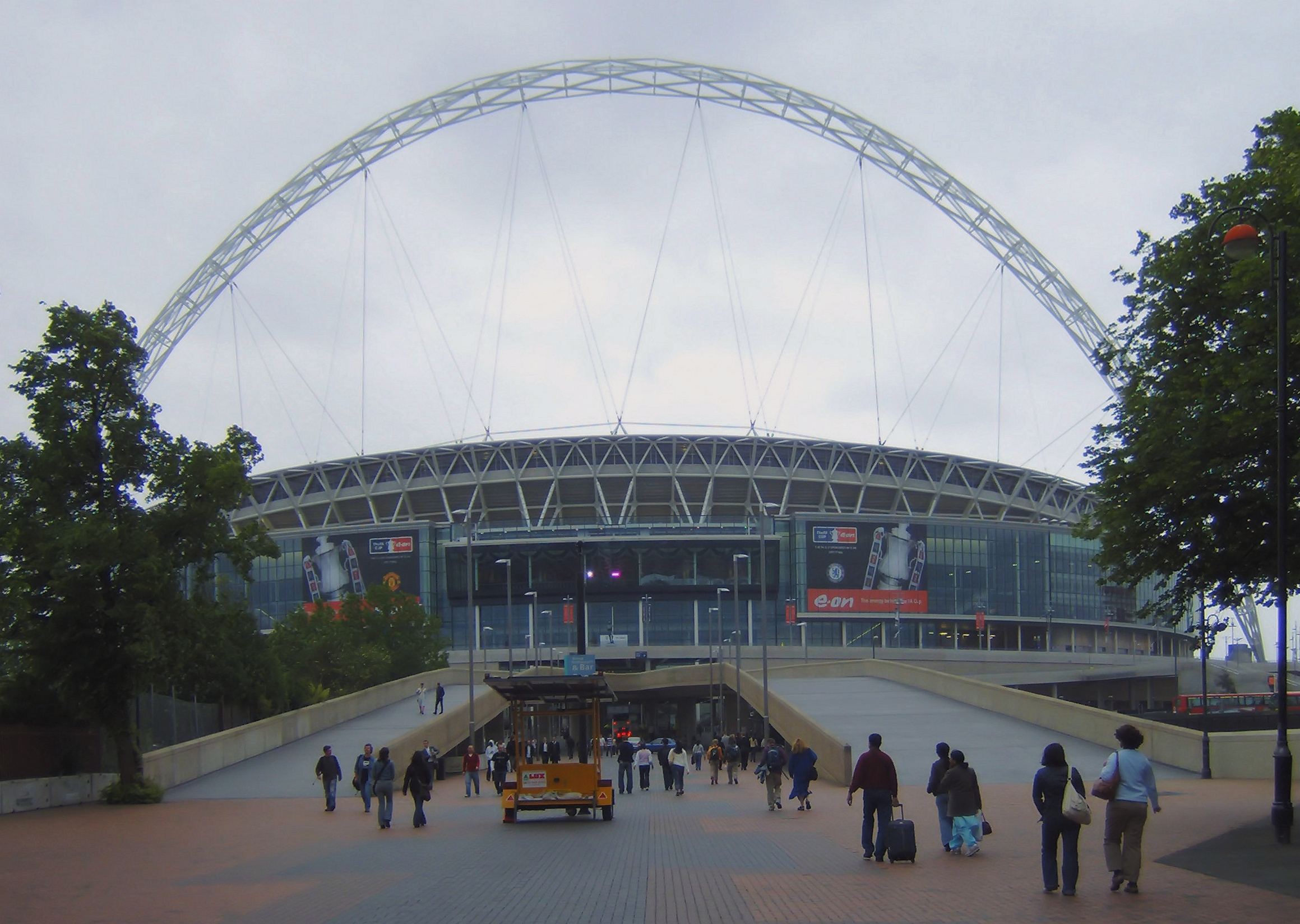
Stadionul Wembley din Londra

### Locurile de desfășurare și infrastructura
Pentru Jocurile Olimpice și Paralimpice din 2012 s-a folosit o mixtură de locuri noi de desfășurare, locuri deja existente și zone cu un istoric (precum Parcul Hyde și Horse Guards Parade). Unele facilități noi au fost transformate în scopul JO, iar altele, au fost mărite sau relocate.
Majoritatea locurilor de desfășurare au fost împărțite în trei zone din Londra Mare: zona Olimpică, zona Râului, și zona Centrală. Au existat și excepții necesare cum ar fi la Academia Națională de Navigație din Weymouth și Portland, de pe insula Portland din Dorset unde s-au desfășurat probele de navigație, la aproximativ 200 de km de parcul Olimpic. Probele sportive de fotbal s-au desfășurat în mai multe orașe din Marea Britanie.
Construirea parcului Olimpic a început în decembrie 2006, când o sală de sport din Eton Manor a fost demolată. Construcția satului atleților din Portland s-a terminat în luna septembrie al anului 2011.

### Transportul
Unul din cele mai importante elemente la selecția unui oraș pentru JO, este transportul public, care a primit un scor mic la evaluarea inițială a Comitetului Olimpic Internațional. Totuși, s-a crezut că dacă îmbunătățirile ar surveni în timpul pregătirilor pentru JO, Londra ar putea face față în timpul evenimentului. Transport for London (TfL) a adus numeroase îmbunătățiri în pregătirile pentru anul 2012, inclusiv lărgirea liniei de est a Londrei, din cadrul metroului londonez, îmbunătățiri la Docklands Light Railway, și la linia de nord a Londrei, precum și introducerea unui nou serviciu de trenuri de mare viteză, poreclit "Suliță", folosind trenurile tip "glonț" ale corporației Hitachi.

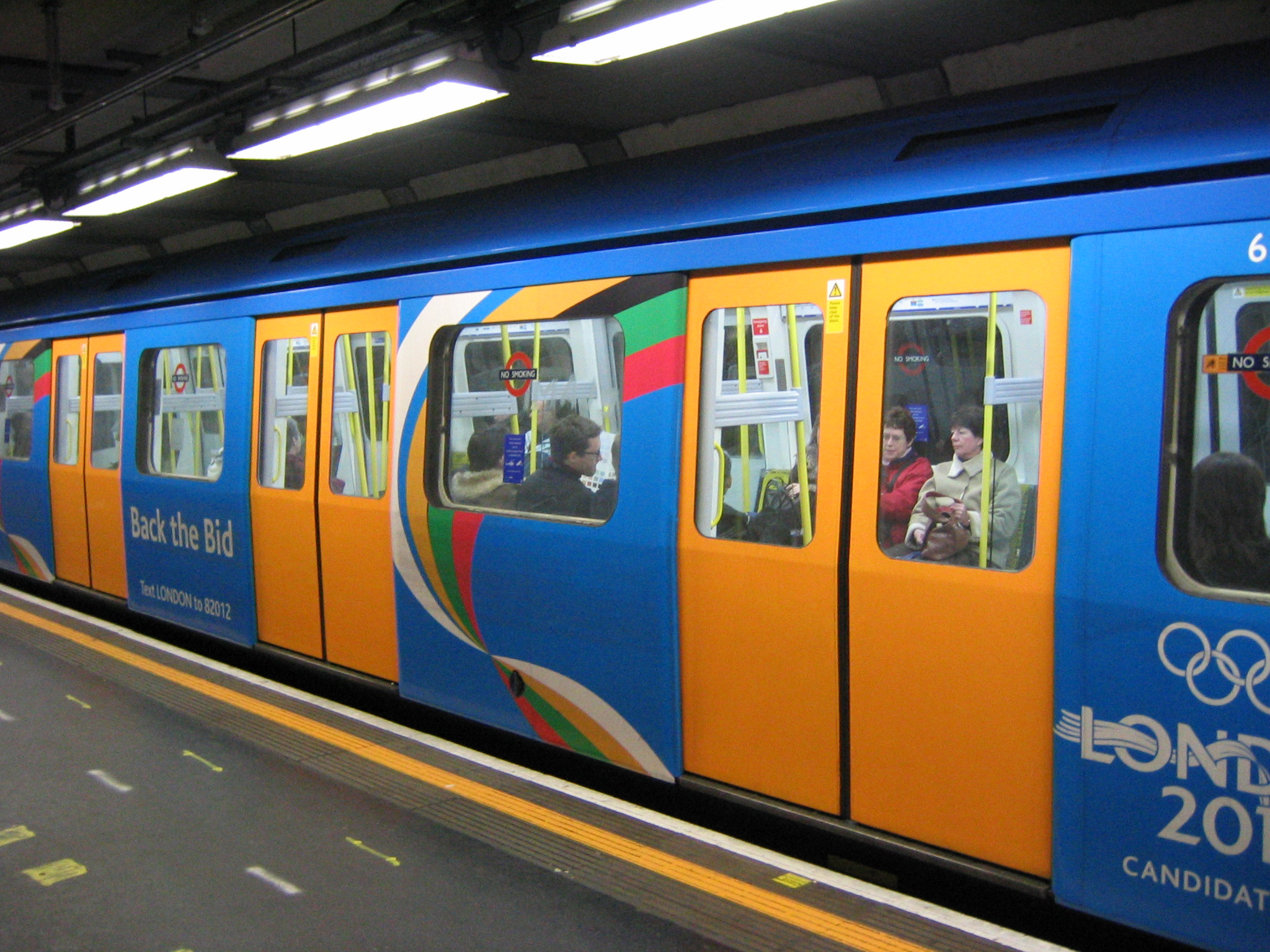
Un metrou din cadrul London Underground care a promovat selecția Londrei pentru organizarea Jocurilor Olimpice de vară din 2012

TfL a propus de asemenea construirea unei linii de telecabine, în valoare de 25 de milioane de lire sterline peste fluviul Tamisa, pentru a face o conexiune între locurile de desfășurare a JO din 2012. Aceasta a făcut legătura între peninsula Greenwich și Royal Docks, transportând 2500 de oameni pe oră, la o înălțime de aproximativ 50 de metri în aer. S-a vrut scurtarea duratei parcurgerii drumului între arena O2 și centrul ExCeL. Sistemul finanțat în mod privat a făcut vizite la o stație din 30 în 30 de secunde.
Scopul a fost ca 80% dintre atleți să parcurgă mai puțin de 20 de minute spre locul de desfășurare a probei lor sportive, iar 93% dintre ei să ajungă în mai puțin de 30 de minute. Stația de tren a Parcului Olimpic a putut fi vizitată prin zece linii de tren diferite, care au putut transporta până la 240.000 de pasageri pe oră. LOCOG a propus ca fiecare loc sportiv să poată fi vizitat prin cel puțin 3 căi de transport.

### Mascote
Mascotele oficiale pentru Jocurile Olimpice de vară din 2012 și pentru Jocurile Paralimpice au fost lansate la data de 19 mai 2010; a fost pentru a doua oară (după Vancouver) unde mascotele pentru Jocurile Olimpice cât și pentru cele Paralimpice au fost prezentate în același timp, fiind la fel. Mascotele, numite Wenlock și Mandeville, sunt două figurine cu câte un singur ochi fiecare, și simbolizează ultimele picături de oțel folosite la gradenele stadionului din Londra construit special pentru acest eveniment. Wenlock și Mandeville au fost create de agenția de publicitate Iris, care a câștigat concursul în dauna celor de la VCCP, Mother și Saatchi & Saatchi.

### Imnul olimpic
Pe data de 27 iunie 2012 s-a anunțat că imnul olimpic pentru JO de vară 2012 constă în melodia trupei Muse, Survival. Cotidianul zilnic Daily Mirror a făcut o speculație cum că și Coldplay împreună cu Damon Albarn ar fi putut ajuta la compoziția imnului.

### Medaliile
Un total de aproximativ 4.700 de medalii au fost pregătite pentru Jocurile Olimpice și Paralimpice și au fost create de către Royal Mint. Medalia, proiectată de către David Watkins, cântărește aproximativ 375-400 g, și este groasă de 7 mm, cu sportul și disciplina respectivă inscripționate pe ea. După tradiția recentă, pe fața medaliei se află Nike, zeița greacă a victoriei, ieșind din Partenon. Partea opusă are inscripționate logo-ul Jocurilor, fluviul Tamisa și o serie de linii ce simbolizează energia sportivilor.

### Securitate
Guvernul britanic a anunțat în luna decembrie a anului 2011, că 13.500 de membri ai forțelor armate au fost repartizați pentru Jocurile Olimpice, și de asemenea 10.000 de polițiști (care au avut grijă de securitatea Olimpiadei). Departamente navale, cât și aeriene, incluzând nave ce vor fi pregătite pe fluviul Tamisa, avioane Eurofighter cât și proiectile de suprafață și aer, au fost folosite ca parte a securității. Costul securității s-a mărit de asemenea de la 282 de milioane, la 553 de milioane lire sterline. Aceasta a fost cea mai mare operațiune de securitate cu care s-a confruntat Anglia în ultimele decenii. Numărul mare al membrilor forțelor armate a depășit numărul soldaților trimiși în luptă în Afganistan. Poliția metropolitană și soldații marinei au făcut exerciții de securitate în pregătirea Olimpiadei de la Londra, în data de 19 ianuarie 2012.

## Ceremonia de deschidere
Organizarea ceremoniei de deschidere a fost atribuită regizorului Danny Boyle. Această ceremonie a avut tematica „Insulele Minunii”. La data de 14 martie 2011, cu ocazia celor 500 de zile rămase până la ceremonia de deschidere a JO de vară 2012, organizatorii împreună cu Omega (compania care cronometrează probele sportive de la JO) au inaugurat ceasul cu numărătoarea inversă, în Piața Trafalgar, Londra.
Jocurile au fost deschise oficial de regina Elisabeta a II-a, care a fost acompaniată de Prințul Filip, Duce de Edinburgh. Pentru fiecare dintre cei doi, a fost ce-a de-a doua ediție a JO deschisă oficial de ei. Filip a deschis Jocurile Olimpice de vară din 1956 de la Melbourne, iar Elizabeta a deschis Jocurile Olimpice de vară din 1976 de la Montreal.
Intrarea în arenă a reginei Elisabeta a II-a s-a făcut prin intermediul a unui scurtmetraj care l-a avut ca protagonist pe Daniel Craig, cunoscut pentru rolul său de James Bond. De asemenea, tot prin intermediul unui scurtmetraj s-a făcut prezentarea actorului de comedie Rowan Atkinson, cel care îl joacă pe Mr. Bean. La sfârșit, fostul membru al trupei The Beatles, Paul McCartney a interepretat melodia „Hey Jude”.

## Jocurile

### Țări participante
| 300+ | 100+ | 30+ | 10+ | 5+ | 1+ |

Dimensiunile delegațiilor

Au fost așteptați să participe 10.820 de sportivi de la 204 comitete Olimpice Naționale (NOC-uri), fiind astfel cel mai mare eveniment sportiv care a avut loc vreodată în Marea Britanie, surclasând numărul de sportivi de la Jocurile Olimpice de vară din 1948 și Jocurile Commonwealth-ului din 2002.
O situație aparte este în cazul atleților care trebuiau să susțină Antilele Olandeze. Comitetul Olimpic al Antilelor Olandeze voia să funcționeze și după dizolvarea Antilelor Olandeze din 2010, însă la sesiunea IOC din iunie 2011 s-a hotărât și dizolvarea Comitetului. Așa că atleții care trebuiau să susțină Antilele Olandeze au participat în mod independent.
Au avut loc și alte îngrijorări inițiale în ceea ce constă participarea țărilor extremiste Arabia Saudită, Brunei și Qatar, dar și pentru faptul că acestea nu trimit sportive feminine. Într-un final, acestea au trimis și două femei în delegație. Până la data de începere a JO, 27 iulie 2012, 204 țări au reușit să se califice la JO 2012, acestea fiind listate mai jos:
| - Afganistan (6) - Albania (12) - Algeria (42) - Samoa Americană (5) - Andorra (6) - Angola (34) - Antigua și Barbuda (5) - Argentina (137) - Armenia (25) - Aruba (4) - Australia (410) - Austria (70) - Azerbaidjan (53) - Bahamas (24) - Bahrain (12) - Bangladesh (5) - Barbados (6) - Belarus (165) - Belgia (115) - Belize (3) - Benin (5) - Insulele Bermude (8) - Bhutan (2) - Bolivia (6) - Bosnia și Herțegovina (6) - Botswana (4) - Brazilia (258) - Insulele Virgine Britanice (2) - Brunei (3) - Bulgaria (63) - Burkina Faso (5) - Burundi (6) - Cambodgia (6) - Camerun (33) - Canada (277) - Republica Capului Verde (3) - Insulele Cayman (5) - Republica Centrafricană (6) - Ciad (3) - Chile (35) - China (396) - Columbia (104) - Comore (3) - Republica Congo (7) - Republica Democrată Congo (4) - Insulele Cook (8) - Costa Rica (11) - Coasta de Fildeș (10) - Croația (108) - Cuba (110) - Cipru (13) - Cehia (133) | - Danemarca (113) - Djibouti (6) - Dominica (2) - Republica Dominicană (35) - Ecuador (36) - Egipt (113) - El Salvador (10) - Guineea Ecuatorială (2) - Eritreea (12) - Estonia (33) - Etiopia (35) - Fiji (9) - Finlanda (55) - Franța (330) - Gabon (24) - Gambia (2) - Georgia (35) - Germania (392) - Ghana (9) - Marea Britanie (541) (gazdă) - Grecia (104) - Grenada (10) - Guam (8) - Guatemala (19) - Guineea (4) - Guineea-Bissau (4) - Guyana (6) - Haiti (5) - Honduras (27) - Hong Kong (42) - Ungaria (157) - Islanda (27) - Atleții Olimpici Independenți (4) - India (83) - Indonezia (22) - Iran (53) - Irak (8) - Irlanda (66) - Israel (37) - Italia (284) - Jamaica (50) - Japonia (293) - Iordania (9) - Kazahstan (114) - Kenya (47) - Kiribati (3) - Coreea de Nord (51) - Coreea de Sud (245) - Kuweit (11) - Kârgâzstan (14) - Laos (3) - Letonia (46) | - Liban (10) - Lesotho (4) - Liberia (4) - Libia (5) - Liechtenstein (3) - Lituania (62) - Luxemburg (9) - Macedonia (4) - Madagascar (7) - Malawi (3) - Malaezia (30) - Maldive (5) - Mali (6) - Malta (5) - Insulele Marshall (4) - Mauritania (2) - Mauritius (11) - Mexic (102) - Micronezia (6) - Republica Moldova (22) - Monaco (6) - Mongolia (29) - Muntenegru (33) - Maroc (67) - Mozambic (6) - Myanmar (6) - Namibia (9) - Nauru (2) - Nepal (5) - Olanda (188) - Noua Zeelandă (184) - Nicaragua (6) - Niger (6) - Nigeria (55) - Norvegia (64) - Oman (4) - Pakistan (21) - Palau (5) - Palestina (5) - Panama (7) - Papua Noua Guinee (8) - Paraguay (8) - Peru (16) - Filipine (11) - Polonia (218) - Portugalia (77) - Puerto Rico (25) - Qatar (12) - România (103) - Rusia (436) - Rwanda (7) | - Sfântul Cristofor și Nevis (7) - Sfânta Lucia (4) - Sfântul Vicențiu și Grenadine (3) - Samoa (8) - San Marino (4) - São Tomé și Príncipe (2) - Arabia Saudită (19) - Senegal (31) - Serbia (115) - Seychelles (6) - Sierra Leone (2) - Singapore (23) - Slovacia (47) - Slovenia (65) - Insulele Solomon (4) - Somalia (2) - Africa de Sud (125) - Spania (282) - Sri Lanka (7) - Sudan (6) - Surinam (5) - Eswatini (3) - Suedia (134) - Elveția (102) - Siria (10) - Taipeiul Chinez (44) - Tadjikistan (16) - Tanzania (7) - Thailanda (37) - Timorul de Est (2) - Togo (6) - Tonga (3) - Trinidad și Tobago (30) - Tunisia (83) - Turcia (114) - Turkmenistan (10) - Tuvalu (3) - Uganda (16) - Ucraina (237) - Emiratele Arabe Unite (26) - Statele Unite ale Americii (530) - Uruguay (29) - Uzbekistan (54) - Vanuatu (5) - Venezuela (70) - Vietnam (18) - Insulele Virgine Americane (7) - Yemen (4) - Zambia (7) - Zimbabwe (7) |

### Sporturi olimpice
Membrii Comitetului Olimpic Internațional, care s-au reunit la cea de-a 117-a sesiune de la Singapore, au decis să elimine baseball-ul și softbalul din lista sporturilor de la JO de vară din 2012, reducând astfel numărul lor la 26. Numărul de sporturi a fost 26, cuprinzând 39 de discipline, numărul de probe sportive 302 și numărul atleților 10.820. Tot la aceeași sesiune, COI a respins cererile pentru cinci noi sporturi olimpice: golful, mersul cu rolele, rugby-ul cu 7 jucători, care au fost eliminate la prima votare, apoi karate și squash-ul care au fost votate în proporție de 51 % dar nu au atins pragul necesar de două treimi.
| - Atletism - Badminton - Baschet - Box - Caiac canoe - Canotaj - Ciclism - Echitație | - Hochei pe iarbă - Fotbal - Gimnastică - Haltere - Handbal - Înot sincron - Judo - Lupte | - Natație - Navigație - Pentatlon modern - Polo - Sărituri în apă - Scrimă - Taekwondo - Tenis de masă | - Tenis de câmp - Tir - Tir cu arcul - Triatlon - Volei |

### Recorduri mondiale
La această ediție a JO, s-au doborât 31 de recorduri mondiale, cele mai multe fiind la disciplina natație (9) și cele mai multe fiind obținute de Statele Unite ale Americii (6).
| Dată           | Probă                                      | Sportiv                                                    | Țară                       | Detalii despre record | Ref     |
| -------------- | ------------------------------------------ | ---------------------------------------------------------- | -------------------------- | --- | ------- |
| 27 iulie 2012  | Tir cu arcul – individual masculin         | Im Dong-Hyun                                               | Coreea de Sud              | A obținut scorul 699 în finală, făcând un record mondial                                                                                 | [ 215 ] |
| 27 iulie 2012  | Tir cu arcul – echipe masculin             | Im Dong-Hyun Kim Bub-Min Oh Jin-Hyek                       | Coreea de Sud              | Au obținut scorul 2087 în clasamentul final, făcând un record mondial                                                                    | [ 215 ] |
| 28 iulie 2012  | Canotaj – masculin, două rame fără cârmaci | Eric Murray Hamish Bond                                    | Noua Zeelandă              | Au obținut timpul de 6:08.50 în prima rundă, făcând un record mondial                                                                    | [ 216 ] |
| 28 iulie 2012  | Natație – feminin, 400 m mixt individual   | Ye Shiwen                                                  | China                      | A obținut timpul de 4:28.43, făcând un record mondial                                                                                    | [ 217 ] |
| 29 iulie 2012  | Haltere – feminin, 53 kg                   | Zulfiya Chinshanlo                                         | Kazahstan                  | A ridicat 131 kg la proba de aruncat, făcând un record mondial                                                                           | [ 218 ] |
| 29 iulie 2012  | Natație – feminin, 100 m fluture           | Dana Vollmer                                               | Statele Unite ale Americii | A obținut timpul de 55.98, făcând un record mondial                                                                                      | [ 219 ] |
| 29 iulie 2012  | Natație – masculin, 100 m bras             | Cameron van der Burgh                                      | Africa de Sud              | A obținut timpul de 58.46, făcând un record mondial                                                                                      | [ 220 ] |
| 30 iulie 2012  | Haltere – masculin, 62 kg                  | Kim Un-Guk                                                 | Coreea de Nord             | A ridicat 327 kg în total, făcând un record mondial                                                                                      | [ 221 ] |
| 1 august 2012  | Natație – masculin, 200 m bras             | Dániel Gyurta                                              | Ungaria                    | A obținut timpul de 2:07.28, făcând un record mondial                                                                                    | [ 222 ] |
| 1 august 2012  | Haltere – masculin, 77 kg                  | Lü Xiaojun                                                 | China                      | A ridicat 175 kg la proba de smuls, făcând un record mondial A ridicat 379 kg în total, făcând un record mondial                         | [ 223 ] |
| 1 august 2012  | Natație – feminin, 200 m bras              | Rebecca Soni                                               | Statele Unite ale Americii | A obținut timpul de 2:20.00 în semifinală, făcând un record mondial                                                                      | [ 222 ] |
| 2 august 2012  | Ciclism – feminin, sprint pe echipe        | Victoria Pendleton Jessica Varnish                         | Regatul Unit               | Au obținut timpul de 32.526 în calificări, făcând un record mondial                                                                      |         |
| 2 august 2012  | Ciclism – feminin, sprint pe echipe        | Gong Jinjie Guo Shuang                                     | China                      | Au obținut timpul de 32.447 în calificări, făcând un record mondial Au obținut timpul de 32.422 în prima rundă, făcând un record mondial | [ 224 ] |
| 2 august 2012  | Ciclism – masculin, urmărire pe echipe     | Ed Clancy Geraint Thomas Steven Burke Peter Kennaugh       | Regatul Unit               | Au obținut timpul de 3:52.499 în calificări, făcând un record mondial Au obținut timpul de 3:51.659 în finală, făcând un record mondial  | [ 225 ] |
| 2 august 2012  | Ciclism – masculin, sprint pe echipe       | Philip Hindes Chris Hoy Jason Kenny                        | Regatul Unit               | Au obținut timpul de 42.747 în prima rundă, făcând un record mondial Au obținut timpul de 42.600 în finală, făcând un record mondial     | [ 226 ] |
| 2 august 2012  | Natație – feminin, 200 m bras              | Rebecca Soni                                               | Statele Unite ale Americii | A obținut timpul de 2:19.59 în finală, făcând un record mondial                                                                          | [ 227 ] |
| 2 august 2012  | Tir – masculin, pistol foc rapid 25 m      | Alexei Klimov                                              | Rusia                      | A obținut scorul de 592 în calificări | [ 228 ] |
| 3 august 2012  | Ciclism – feminin, urmărire pe echipe      | Danielle King Laura Trott Joanna Rowsell                   | Regatul Unit               | Au obținut timpul de 3:15.669 în calificări, făcând un record mondial                                                                    |         |
| 3 august 2012  | Tir – masculin, 50 m pușcă culcat          | Sergei Martynov                                            | Belarus                    | A obținut scorul 705.5 în finală, făcând un record mondial                                                                               |         |
| 3 august 2012  | Natație – feminin, 200 m bras              | Missy Franklin                                             | Statele Unite ale Americii | A obținut timpul de 2:04.06 în finală, făcând un record mondial                                                                          |         |
| 4 august 2012  | Tir – trap feminin                         | Jessica Rossi                                              | Italia                     | A obținut scorul 75 în calificări, făcând un record mondial A obținut scorul 99 în finală, făcând un record mondial                      |         |
| 4 august 2012  | Ciclism – feminin, urmărire pe echipe      | Danielle King Laura Trott Joanna Rowsell                   | Regatul Unit               | Au obținut timpul de 3:14.682 în runda 1, făcând un record mondial Au obținut timpul de 3:14.051 în finală, făcând un record mondial     |         |
| 4 august 2012  | Natație – masculin, 1500 m liber           | Sun Yang                                                   | China                      | A obținut timpul de 14:31.02 în finală, făcând un record mondial                                                                         | [ 229 ] |
| 4 august 2012  | Natație – feminin, ștafetă 4x100 m mixt    | Missy Franklin Rebecca Soni Dana Vollmer Allison Schmitt   | Statele Unite ale Americii | A obținut timpul de 3:52.05 în finală, făcând un record mondial                                                                          |         |
| 4 august 2012  | Haltere – masculin, 94 kg                  | Ilya Ilin                                                  | Kazahstan                  | A ridicat 233 kg la proba de aruncat, făcând un record mondial A ridicat 418 kg în total, făcând un record mondial                       | [ 230 ] |
| 5 august 2012  | Haltere – feminin, +75 kg                  | Tatiana Kashirina                                          | Rusia                      | A ridicat 151 kg la proba de smuls, făcând un record mondial                                                                             |         |
| 5 august 2012  | Haltere – feminin, +75 kg                  | Zhou Lulu                                                  | China                      | A ridicat 333 kg în total, făcând un record mondial                                                                                      |         |
| 9 august 2012  | Atletism - feminin, 800 m                  | David Rudisha                                              | Kenya                      | A obținut timpul de 1:40.91 în finală, făcând un record mondial1:40.91                                                                   |         |
| 10 august 2012 | Atletism - feminin, ștafetă 4x100 m        | Tianna Madison Allyson Felix Bianca Knight Carmelita Jeter | Statele Unite ale Americii | Au obținut timpul de 40.82 în finală, făcând un record mondial                                                                           |         |
| 11 august 2012 | Atletism - feminin, 20 km marș             | Elena Lashmanova                                           | Rusia                      | A obținut timpul de 1:25:02, făcând un record mondial                                                                                    |         |
| 11 august 2012 | Atletism - masculin, ștafetă 4x100 m       | Nesta Carter Michael Frater Yohan Blake Usain Bolt         | Jamaica                    | Au obținut timpul de 36.84 în finală, făcând un record mondial                                                                           |         |

## Calendar
Calendarul final oficial a XXX-ii ediții a Jocurilor Olimpice de la Londra a fost lansat la 15 februarie 2011. Tabelul de mai jos prezintă probele și zilele în care sunt înmânate medalii (culoarea galbenă), probele eliminatorii (culoarea albastră) și ceremonia de deschidere (culoarea verde) și cea de închidere (culoarea roșie) a Jocurilor Olimpice.
| CD | Ceremonia de deschidere | ● | Eveniment competițional | 1 | Eveniment final | CÎ | Ceremonia de închidere |

| Iulie/ August    | 25 Mi | 26 Jo | 27 Vi | 28 Sâ | 29 Du | 30 Lu | 31 Ma | 1 Mi | 2 Jo | 3 Vi | 4 Sâ | 5 Du | 6 Lu | 7 Ma | 8 Mi | 9 Jo | 10 Vi | 11 Sâ | 12 Du | Probe |
| ---------------- | ----- | ----- | ----- | ----- | ----- | ----- | ----- | ---- | ---- | ---- | ---- | ---- | ---- | ---- | ---- | ---- | ----- | ----- | ----- | ----- |
| Ceremonii        |       |       | CD    |       |       |       |       |      |      |      |      |      |      |      |      |      |       |       | CÎ    |       |
| Atletism         |       |       |       |       |       |       |       |      |      | 2    | 5    | 7    | 5    | 4    | 4    | 5    | 6     | 8     | 1     | 47    |
| Badminton        |       |       |       | ●     | ●     | ●     | ●     | ●    | ●    | 1    | 2    | 2    |      |      |      |      |       |       |       | 5     |
| Baschet          |       |       |       | ●     | ●     | ●     | ●     | ●    | ●    | ●    | ●    | ●    | ●    | ●    | ●    | ●    | ●     | 1     | 1     | 2     |
| Box              |       |       |       | ●     | ●     | ●     | ●     | ●    | ●    | ●    | ●    | ●    | ●    | ●    | ●    | 3    | ●     | 5     | 5     | 13    |
| Caiac canoe      |       |       |       |       | ●     | ●     | 1     | 1    | 2    |      |      |      | ●    | ●    | 4    | 4    | ●     | 4     |       | 16    |
| Canotaj          |       |       |       | ●     | ●     | ●     | ●     | 3    | 3    | 4    | 4    |      |      |      |      |      |       |       |       | 14    |
| Ciclism          |       |       |       | 1     | 1     |       |       | 2    | 2    | 2    | 1    | 1    | 1    | 3    | ●    | ●    | 2     | 1     | 1     | 18    |
| Echitație        |       |       |       | ●     | ●     | ●     | 2     |      | ●    | ●    | ●    | ●    | 1    | 1    | 2    |      |       |       |       | 6     |
| Hochei pe iarbă  |       |       |       |       | ●     | ●     | ●     | ●    | ●    | ●    | ●    | ●    | ●    | ●    | ●    | ●    | 1     | 1     |       | 2     |
| Fotbal           | ●     | ●     |       | ●     | ●     |       | ●     | ●    |      | ●    | ●    |      | ●    | ●    |      | 1    | ●     | 1     |       | 2     |
| Gimnastică       |       |       |       | ●     | ●     | 1     | 1     | 1    | 1    | 1    | 1    | 3    | 3    | 4    |      | ●    | ●     | 1     | 1     | 18    |
| Haltere          |       |       |       | 1     | 2     | 2     | 2     | 2    |      | 2    | 1    | 1    | 1    | 1    |      |      |       |       |       | 15    |
| Handbal          |       |       |       | ●     | ●     | ●     | ●     | ●    | ●    | ●    | ●    | ●    | ●    | ●    | ●    | ●    | ●     | 1     | 1     | 2     |
| Înot sincron     |       |       |       |       |       |       |       |      |      |      |      | ●    | ●    | 1    |      | ●    | 1     |       |       | 2     |
| Judo             |       |       |       | 2     | 2     | 2     | 2     | 2    | 2    | 2    |      |      |      |      |      |      |       |       |       | 14    |
| Lupte            |       |       |       |       |       |       |       |      |      |      |      | 2    | 3    | 2    | 2    | 2    | 2     | 3     | 2     | 18    |
| Natație          |       |       |       | 4     | 4     | 4     | 4     | 4    | 4    | 4    | 4    |      |      |      |      | 1    | 1     |       |       | 34    |
| Navigație        |       |       |       |       | ●     | ●     | ●     | ●    | ●    | ●    | ●    | 2    | 2    | 2    | 1    | 1    | 1     | 1     |       | 10    |
| Pentatlon modern |       |       |       |       |       |       |       |      |      |      |      |      |      |      |      |      |       | 1     | 1     | 2     |
| Polo             |       |       |       |       | ●     | ●     | ●     | ●    | ●    | ●    | ●    | ●    | ●    | ●    | ●    | 1    | ●     |       | 1     | 2     |
| Sărituri natație |       |       |       |       | 1     | 1     | 1     | 1    |      | ●    | ●    | 1    | ●    | 1    | ●    | 1    | ●     | 1     |       | 8     |
| Scrimă           |       |       |       | 1     | 1     | 1     | 1     | 2    | 1    | 1    | 1    | 1    |      |      |      |      |       |       |       | 10    |
| Taekwondo        |       |       |       |       |       |       |       |      |      |      |      |      |      |      | 2    | 2    | 2     | 2     |       | 8     |
| Tenis de masă    |       |       |       | ●     | ●     | ●     | ●     | 1    | 1    | ●    | ●    | ●    | ●    | 1    | 1    |      |       |       |       | 4     |
| Tenis de câmp    |       |       |       | ●     | ●     | ●     | ●     | ●    | ●    | ●    | 2    | 3    |      |      |      |      |       |       |       | 5     |
| Tir              |       |       |       | 2     | 2     | 1     | 1     | 1    | 1    | 2    | 2    | 1    | 2    |      |      |      |       |       |       | 15    |
| Tir cu arcul     |       |       | ●     | 1     | 1     | ●     | ●     | ●    | 1    | 1    |      |      |      |      |      |      |       |       |       | 4     |
| Triatlon         |       |       |       |       |       |       |       |      |      |      | 1    |      |      | 1    |      |      |       |       |       | 2     |
| Volei            |       |       |       | ●     | ●     | ●     | ●     | ●    | ●    | ●    | ●    | ●    | ●    | ●    | 1    | 1    | ●     | 1     | 1     | 4     |
| Total probe      |       |       |       | 12    | 14    | 12    | 15    | 20   | 18   | 22   | 25   | 23   | 18   | 21   | 17   | 22   | 16    | 32    | 15    | 302   |
| TOTAL            |       |       |       | 12    | 26    | 38    | 53    | 73   | 91   | 113  | 138  | 161  | 179  | 200  | 217  | 239  | 255   | 287   | 302   |       |
| Iulie / August   | 25 Mi | 26 Jo | 27 Vi | 28 Sâ | 29 Du | 30 Lu | 31 Ma | 1 Mi | 2 Jo | 3 Vi | 4 Sâ | 5 Du | 6 Lu | 7 Ma | 8 Mi | 9 Jo | 10 Vi | 11 Sâ | 12 Du | Probe |

### Clasamentul pe medalii
Legendă
  *   Țara gazdă
  *   România
  *   Republica Moldova
| Loc | Țară                       | Aur | Argint | Bronz | Total |
| --- | -------------------------- | --- | ------ | ----- | ----- |
| 1   | Statele Unite ale Americii | 46  | 29     | 29    | 104   |
| 2   | China                      | 38  | 27     | 22    | 87    |
| 3   | Regatul Unit               | 29  | 17     | 19    | 65    |
| 4   | Rusia                      | 24  | 25     | 33    | 82    |
| 5   | Coreea de Sud              | 13  | 8      | 7     | 28    |
| 6   | Germania                   | 11  | 19     | 14    | 44    |
| 7   | Franța                     | 11  | 11     | 12    | 34    |
| 8   | Italia                     | 8   | 9      | 11    | 28    |
| 9   | Ungaria                    | 8   | 4      | 5     | 17    |
| 10  | Australia                  | 7   | 16     | 12    | 35    |
| 27  | România                    | 2   | 5      | 2     | 9     |
| 75  | Republica Moldova          | 0   | 0      | 2     | 2     |

## România la JO 2012
Lotul României la Jocurile Olimpice din 2012 a fost compus din 104 atleți care concurează în 15 de sporturi. Portdrapelul României de la ceremonia de deschidere a fost tenismenul profesionist Horia Tecău, iar la ceremonia de închidere, portdrapelul a fost gimnasta Sandra Izbașa.
| Medalie | Nume                                                                           | Sport      | Probă                     | Dată     |
| ------- | ------------------------------------------------------------------------------ | ---------- | ------------------------- | -------- |
| Aur     | Alin Moldoveanu                                                                | Tir        | Pușcă aer comprimat, 10 m | 30 iulie |
| Aur     | Sandra Izbașa                                                                  | Gimnastică | Sărituri                  | 5 august |
| Argint  | Alina Dumitru                                                                  | Judo       | 48 kg                     | 28 iulie |
| Argint  | Corina Căprioriu                                                               | Judo       | 57 kg                     | 30 iulie |
| Argint  | Roxana Cocoș                                                                   | Haltere    | 69 kg                     | 1 august |
| Argint  | Rareș Dumitrescu Tiberiu Dolniceanu Florin Zalomir Alexandru Sirițeanu         | Scrimă     | Sabie pe echipe           | 3 august |
| Argint  | Cătălina Ponor                                                                 | Gimnastică | Sol                       | 7 august |
| Bronz   | Diana Bulimar Diana Maria Chelaru Larisa Iordache Sandra Izbașa Cătălina Ponor | Gimnastică | Echipa                    | 31 iulie |
| Bronz   | Răzvan Martin                                                                  | Haltere    | 69 kg                     | 31 iulie |

| Sport      |   |   |   | Total |
| Gimnastică | 1 | 1 | 1 | 3     |
| Haltere    | 0 | 1 | 1 | 2     |
| Judo       | 0 | 2 | 0 | 2     |
| Scrimă     | 0 | 1 | 0 | 1     |
| Tir        | 1 | 0 | 0 | 1     |
| Total      | 2 | 5 | 2 | 9     |

## Torța olimpică

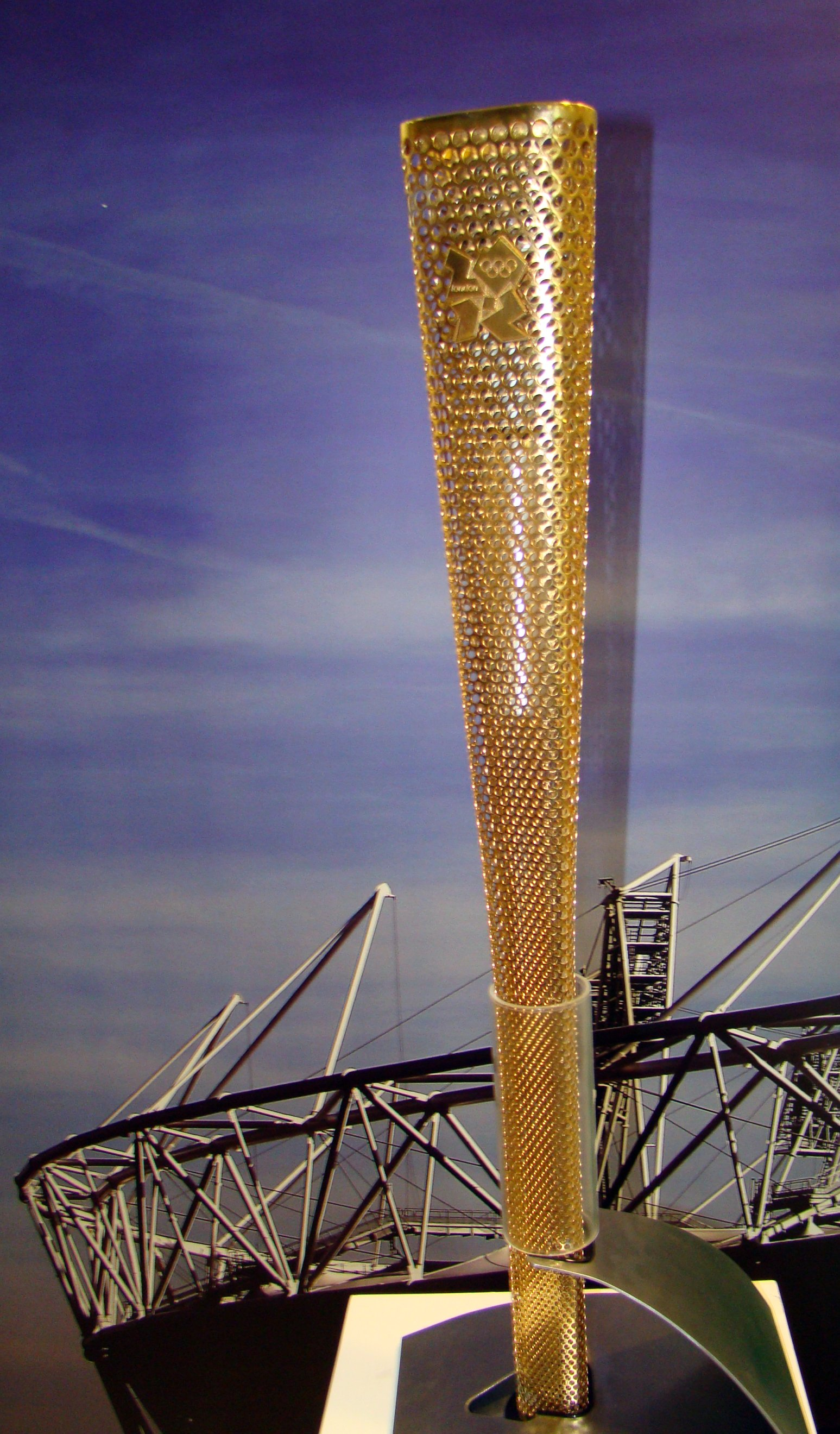
Torţa olimpică arătată publicului în Cardiff, Wales

Torța olimpică a fost creată din foi de aluminiu, perforate cu 8.000 de cercuri, care reprezintă poveștile inspiraționale ale celor 8.000 de purtători ai torței din cadrul defilării acesteia. Cercurile au asigurat de asemenea răspândirea rapidă a căldurii, fără ca această să ajungă în partea de jos a torței, rezultând într-o apucare confortabilă a acesteia. Forma triunghiulară a torței reprezintă:
- Cele trei valori Olimpice (respect, excelență și prietenie)
- Deviza olimpică este «Citius, altius, fortius» (în română, Mai repede, mai mare, mai puternic).
- Jocurile Olimpice desfășurate de către Londra de trei ori (1908, 1948 și 2012)
- Viziunea JO de vară 2012 (sport, educație și cultură)

### Defilarea torței olimpice
Defilarea torței olimpice s-a desfășurat în perioada 19 mai - 27 iulie 2012, înaintea Jocurilor. Planurile defilării au fost concepute în perioada 2010-2011, lista cu purtători fiind făcută publică pe 18 mai 2011. Torța a ajuns pe 18 mai 2012 în Marea Britanie, venind din Grecia. Defilarea a ținut 70 de zile, având 66 de celebrări de seară, șase vizite pe insule, și 8000 de purtători, a câte 300 metri fiecare, începând din Land's End, Cornwall. Torța a fost în afara Marii Britanii doar pentru o zi, pe 6 iunie, când a ajuns în Dublin. Defilarea s-a axat pe: situri naționale protejate, locații și arene cu semnificație sportivă, evenimente sportive, școlile înregistrate în rețeaua Get Set School, spații verzi și biodiversitate, situri populate (locații mari din oraș cu ecrane de mari dimensiuni), festivale și alte evenimente. Chiar și 5 români au purtat torța în timpul defilării - Adrian Hădean (bucătar), Cătălin Stelian (actor), Bogdan Cismariu, Cristina Bogdan și Marius Radu.

## Locuri de desfășurare ale probelor olimpice

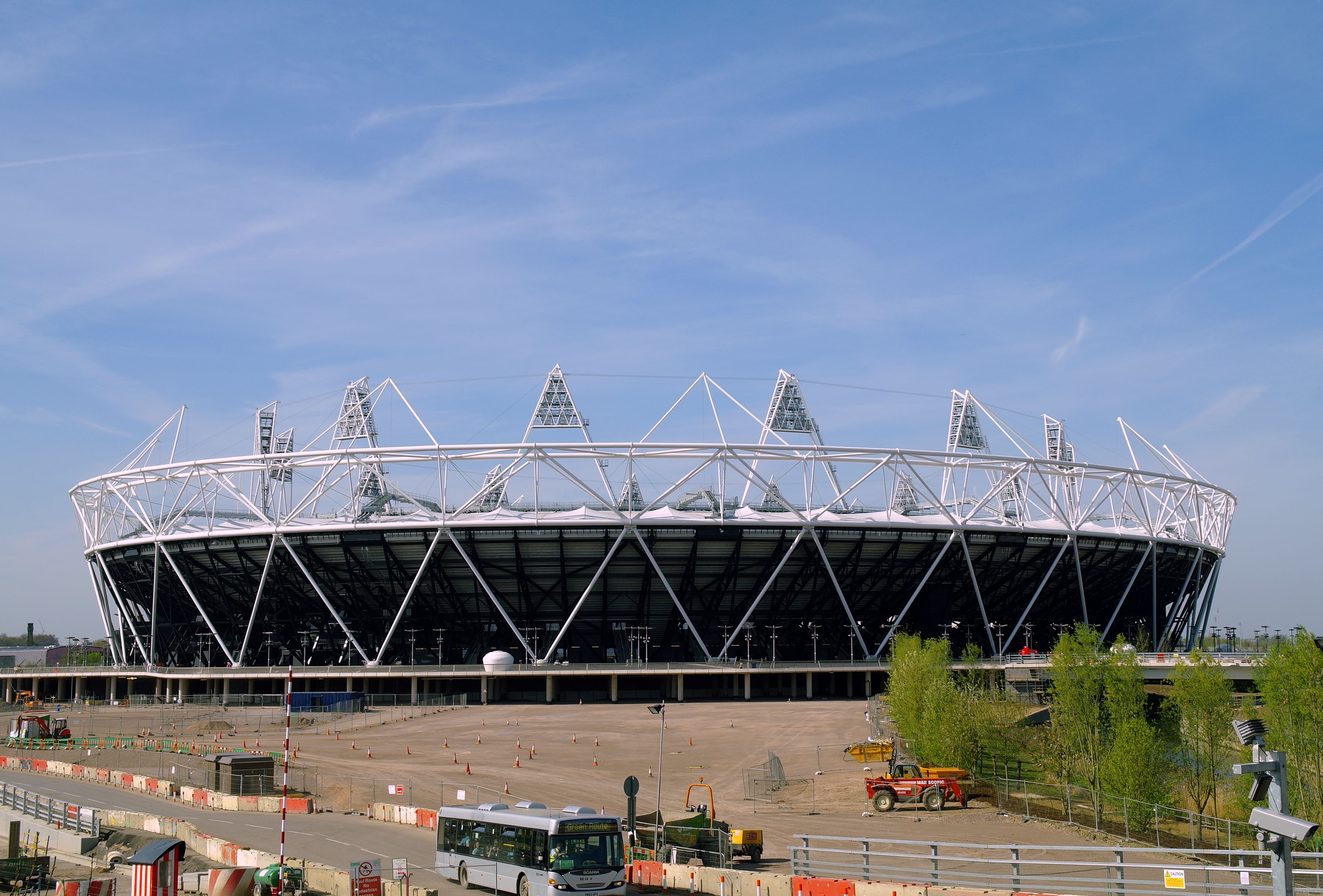
Stadionul Olimpic

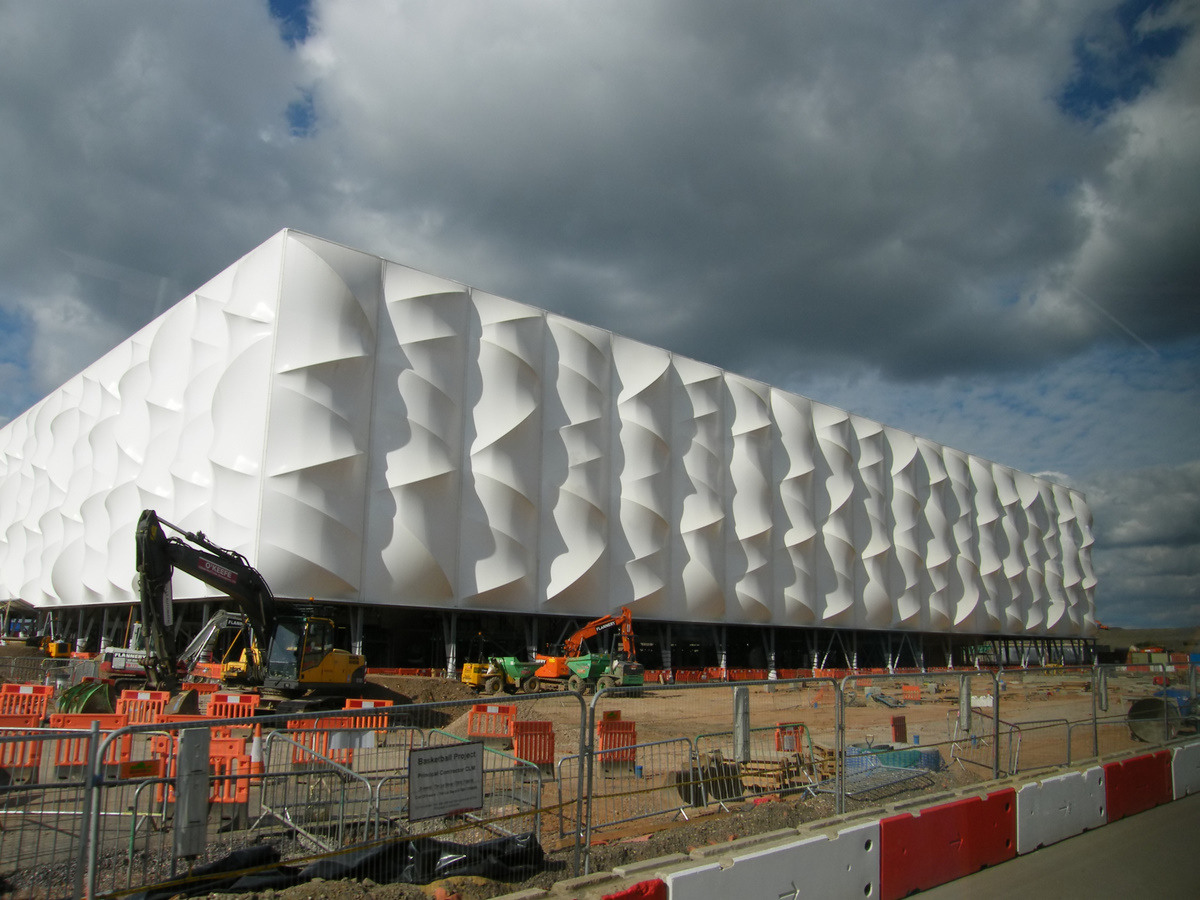
Arena Basketball

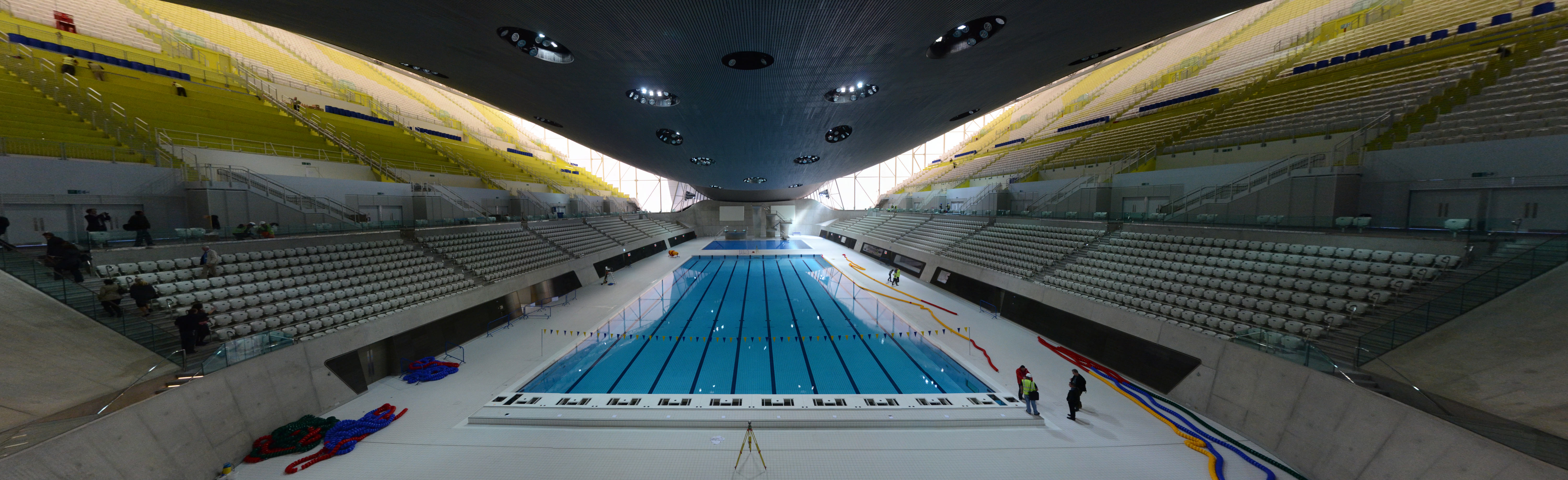
Centrul Acvatic din Londra

- Stadionul Olimpic - ceremoniile de deschidere și de închidere, probele de atletism
- Academia Națională de Navigație din Weymouth și Portland - probele de navigație
- All England Lawn Tennis and Croquet Club - probele de tenis
- Arena Basketball - probele de baschet, și runda finală a probei de handbal
- Arena de Polo pe apă - probele de polo
- Arena O2 - probele de gimnastică sportivă și finala probei de baschet
- Arena Riverbank - probele de hochei pe iarbă
- Arena Wembley - probele de badminton și gimnastică artistică
- Centrul Acvatic - probele de pentatlon modern, înot, înot sincron și natație
- Centrul ExCeL - probele de box, judo, haltere, scrimă, tenis de masă și taekwondo
- Lee Valley White Water Center - probele de caiac canoe
- Copper Box - probele de handbal și pentatlon modern
- Earls Court Exhibition Center - probele de volei interior
- Ferma Hadleigh - probele de ciclism montan
- Horse Guards Parade - probele de volei pe plajă
- Lacul Dorney - caiac canoe, navigație
- Lord's Cricket Ground - probele de tir cu arcul
- Marathon Course - probele de atletism maraton
- Parcul Greenwich - probele de echitație și pentatlon modern
- Parcul Hampden, Stadionul Millenium, Old Trafford, Arena Ricoh, Parcul St. James - probele de fotbal
- Parcul Hyde - probele de înot în aer liber și triatlon
- Regent's Park - proba de ciclism pe drum
- Royal Artillery Barracks - probele de tir
- Stadionul Wembley - probele de fotbal
- Velodromul din Londra - ciclism pe pistă